# Kao (ville)
Pour les articles homonymes, voir Kao.
Kao est un kecamatan (district d'Indonésie) dans le kabupaten de Halmahera du Nord, dans la province indonésienne des Moluques du Nord.